# Asura perpusilla
Asura perpusilla är en fjärilsart som beskrevs av Walker 1862. Asura perpusilla ingår i släktet Asura och familjen björnspinnare. Inga underarter finns listade i Catalogue of Life.